# Полугласные
Полугла́сный  — звук, близкий к гласному по фонетическим свойствам, но не образующий слога. Чаще всего полугласными являются губные или среднеязычные щелевые сонорные согласные ([w], [ɥ], [j]). Так, в русском языке, например, в слове май в абсолютном конце слова среднеязычный сонорный [j] реализуется как полугласный. Речевой звук присутствует в качестве глайда в некоторых английских дифтонгах (напр., [e] в слове west).
| Гласные (слоговые)                                         | Полугласные (неслоговые)                 |
| ---------------------------------------------------------- | ---------------------------------------- |
| [i] (неогублённый гласный переднего ряда верхнего подъёма) | [j] (палатальный аппроксимант)           |
| [y] (огублённый гласный переднего ряда верхнего подъёма)   | [ɥ] (лабиопалатальный аппроксимант)      |
| [ɯ] (неогублённый гласный заднего ряда верхнего подъёма)   | [ɰ] (велярный аппроксимант)              |
| [u] (огублённый гласный заднего ряда верхнего подъёма)     | [w] (звонкий лабиовелярный аппроксимант) |

## Полугласные в языках
Артикуляторно полугласный отличается от гласного различными изменениями, связанными с произношением и работой речевого аппарата. Акустическое различие состоит в большей скорости изменения частоты формант, присущей полугласным.
Иначе полугласный определяется как гласный, являющийся подчинённым, не слогообразующим элементом дифтонга, и в таком понимании соответствует одному из значений термина глайд. В фонетике английского языка в группу полугласных входят и согласные (англ. half-vowels, скользящие, сводные гласные или глайды), и так как в речи они исполняют роль гласного звука, их называют также скользящими, поскольку фонетически они похожи на гласный звук, но выполняют функции границы слога, а не его составляющую. Часто такую функцию выполняют дифтонги в сочетании с глайдами — [i], [ʊ] и [ə] (например, в словах west, want, well, work; yard, yes, yoga). В британском и американском диалектах переходный звук не всегда представлен гласным и может относиться к любому типу переходного звука. Согласные [l], [r], [h] также иногда называют полугласными.
Полугласными отмечена речь многих народностей мира: в испанском языке в слове ayuda [aˈ ʝʷu ða] «помощь» звук звучит короче и более сужен по сравнению с viuda [b ju ða] «вдова». В австроазиатских, амхарских, языках йоруба и зуни полугласные воспроизводятся с помощью характерных звуков, образующихся в речевом аппарате или выделяются иными способами (интонационно, ритмично и др), что отличает их от соответствующих гласных.
В португальском языке (европейском), Е. Г. Голубева выделяла два неслоговых полугласных звука [i̯] ([j]) и [u̯] ([w]), соответственно обозначаемые в орфографии графемами i и u:
diário ['di̯aɾi̯u] — ежедневный
água ['aɣwɐ] — вода
Е. Г. Голубева полагала, что каждый из этих двух неслогообразующих полугласных звуков «ближе к гласному, чем к согласному звуку — шум трения воздуха в нём почти неуловим», и данная особенность присуща португальскому языку в отличие от других языков. В португальском языке данные полугласные входят в состав дифтонгов и трифтонгов, а в носовых дифтонгах в одинаковой степени назализованы с другим его элементом.